# Марсель Альбер
Марсе́ль Олівьє́ Альбе́р  (фр. Marcel Olivier Albert; (нар. 25 листопада 1917, Париж — 23 серпня 2010, Гарлінген) — французький льотчик, Герой Радянського Союзу (1944).

## Біографія
Марсель Альбер народився 25 листопада 1917 року в Парижі в сім'ї робітників. У юності працював на заводі «Рено» механіком. Літати навчався у приватному аероклубі.
У Збройних силах Франції з 24 березня 1938 року. У липні 1938 року в Істрі отримав перше льотне свідоцтво і звання капрала ВПС Франції. Направлений в Шартр в Центр підготовки льотчиків-винищувачів, де служив до вересня 1939 року.
З лютого 1940 року — в боях Другої світової війни. Здійснив 37 бойових вильотів. У 1940 році, літаючи у складі винищувальної авіагрупи GC I/3 (фр. Groupe de chasse I/3) на винищувачі Dewoitine D.520, знищив два літаки противника — 14 травня 1940 року Messerschmitt Bf.109 і 21 травня — Heinkel He 111.
Після капітуляції Франції урядом Петена був направлена в Північну Африку. Служив в Алжирі. Брав участь у відбитті англійської атаки на французький флот в Мерс-ель-Кебірі 3 липня 1940 року (операція «Катапульта». Всього здійснив 15 бойових вильотів.
З Алжиру Марсель Альбер разом з Марселем Лефевром і Альбером Дюраном на своїх бойових літаках D.520 втекли до англійців у Гібралтар, де приєдналися до руху «Вільна Франція». Воював у складі першої винищувальної авіаескадрильї військово-повітряних сил Вільних сил Франції «Іль-де-Франс», з якою здійснив 47 бойових вильотів, з них 15 над територією окупованої Франції. У жовтні 1942 року одним з перших вступив до авіагрупи «Нормандія» і у листопаді того ж року з групою перших добровольців — ядра ескадрильї вирушив до СРСР.
У грудні 1942 року отримав звання молодшого лейтенанта. Бойовий шлях в складі ескадрильї «Нормандія» розпочав весною 1943 року, а вже 16 червня на літаку Як-1Б збив німецький літак-розвідник Focke-Wulf Fw 189. Після загибелі лейтенанта Леона командував першою ланкою, потім ескадрильєю «Руан». З жовтня 1944 року — капітан. На фронті німецько-радянської війни здійснив 199 бойових вильотів. Всього здобув 23 перемоги (рахуючи і дві у Франції). Другий за результативністю французький льотчик Другої світової війни.
Указом Президії Верховної Ради СРСР від 27 листопада 1944 року командиру 1-ї ескадрильї («Руан») полку «Нормандія-Німан» старшому лейтенанту Марселю Альберу було присвоєне звання Героя Радянського Союзу з врученням ордена Леніна і медалі Золота Зірка.
У середині грудня 1944 року Альбер був нагороджений Хрестом Визволення і відправлений до Франції, у відпустку. В боях більше участі не брав — невдовзі його призначили на нову посаду у зведеній авіадивізії «Франція», яка створювалася в Тулі.
Після війни продовжував службу у ВПС Франції — служив у випробувальному центрі в Оранжі. У 1947–1948 роках — військово-повітряний аташе Франції в Чехословаччині. З 1948 року майор Марсель Альбер у відставці. Під час дипломатичної місії в ЧССР познайомився зі своєю майбутньою дружиною, яка працювала в посольстві США. Після звільнення зі збройних сил разом з нею переїхав до Сполучених Штатів. Разом з дружиною жив у містечку Чиплі у Флориді, мав мережу ресторанів. Останні два роки життя провів у будинку пристарілих в долині Ріо-Гранде (Харлінген, штат Техас). Помер 23 серпня 2010 року на 93-му році життя.

## Список повітряних перемог Марселя Альбера
| Модель збитого літака | Дата повітряного бою | Район повітряного бою                                          |
| --------------------- | -------------------- | -------------------------------------------------------------- |
| Bf 109                | 14 травня 1940       | Седан (Франція)                                                |
| He 111                | 21 травня 1940       | Соуссон (Франція)                                              |
| Fw 189                | 16 червня 1943       | Сухиничи (СРСР)                                                |
| Bf 110                | 14 липня 1943        | Ягідна (СРСР)                                                  |
| Fw 190                | 17 липня 1943        | Ягідна-Красніково (СРСР)                                       |
| Fw 190                | 17 липня 1943        | Орел (СРСР)                                                    |
| Ju 88                 | 19 липня 1943        | Красніково (СРСР)                                              |
| Ju 87                 | 31 серпня 1943       | Єльня (СРСР)                                                   |
| Fw 190                | 1 вересня 1943       | Єльня (СРСР)                                                   |
| Fw 190                | 17 вересня 1943      | 10 км на захід від Єльні (СРСР)                                |
| Fw 190                | 22 вересня 1943      | 30 км на південний схід від Смоленська (СРСР)                  |
| Hs 126                | 4 жовтня 1943        | Червоне (Горківська область, СРСР)                             |
| Fw 190                | 12 жовтня 1943       | Горки (Горківська область, СРСР)                               |
| Ju 88                 | 15 жовтня 1943       | 10 км північніше від села Горки (СРСР)                         |
| Fw 190                | 15 жовтня 1943       | 7 км північніше від села Горки (СРСР)                          |
| Fw 190                | 15 жовтня 1943       | 7 км північніше від села Горки (СРСР)                          |
| Ju 87                 | 16 жовтня 1944       | Пілупьонен (Східна Пруссія)                                    |
| Ju 87                 | 16 жовтня 1944       | Пілупьонен (Східна Пруссія)                                    |
| Fw 190                | 16 жовтня 1944       | на південний схід Шталлупьонен (Східна Пруссія)                |
| Hs 129                | 18 жовтня 1944       | південніше Шталлупьонен (Східна Пруссія)                       |
| Hs 129                | 18 жовтня 1944       | південніше Шталлупьонен (Східна Пруссія)                       |
| Fw 190                | 18 жовтня 1944       | Шталлупьонен (Східна Пруссія)                                  |
| Bf 109                | 23 жовтня 1944       | 8 км південніше південніше Шталлупьонен (Східна Пруссія)       |
| Bf 109                | 26 жовтня 1944       | на південний схід від південніше Шталлупьонен (Східна Пруссія) |

## Нагороди

### Нагороди Франції
- Кавалер Великого хреста ордена Почесного легіону
- Великий офіцер ордена Почесного легіону
- Командор ордена Почесного легіону
- Компаньйон ордена Визволення
- Воєнний хрест з 15 пальмовими гілками і 3 позолоченими зірками
- Медаль Опору з розеткою

### Нагороди СРСР
- Медаль «Золота Зірка» Героя Радянського Союзу
- Орден Леніна
- два ордени Червоного Прапора
- Орден Вітчизняної війни 1-й ступеня
- Орден Вітчизняної війни 2-й ступеня
- Медаль «За перемогу над Німеччиною у Великій Вітчизняній війні 1941—1945 рр.»

### Нагороди інших держав
- Чехословацький воєнний хрест